# Campionati europei di sollevamento pesi 1985
I Campionati europei di sollevamento pesi 1985, 66ª edizione della manifestazione, si svolsero a Katowice dal 19 al 26 maggio 1985.

## Titoli in palio
| Categoria            | Eventi         | Atleti |
| -------------------- | -------------- | ------ |
| Pesi mosca           | Fino a 52 kg   | 11     |
| Pesi gallo           | Fino a 56 kg   | 13     |
| Pesi piuma           | Fino a 60 kg   | 10     |
| Pesi leggeri         | Fino a 67.5 kg | 14     |
| Pesi medi            | Fino a 75 kg   | 13     |
| Pesi massimi leggeri | Fino a 82.5 kg | 14     |
| Pesi mediomassimi    | Fino a 90 kg   | 15     |
| Pesi massimi primi   | Fino a 100 kg  | 15     |
| Pesi massimi         | Fino a 110 kg  | 10     |
| Pesi supermassimi    | Oltre i 110 kg | 7      |

## Risultati
| Evento  | Oro                 | Oro      | Argento            | Argento  | Bronzo             | Bronzo   |
| 52 kg   | 52 kg               | 52 kg    | 52 kg              | 52 kg    | 52 kg              | 52 kg    |
| ------- | ------------------- | -------- | ------------------ | -------- | ------------------ | -------- |
| Strappo | Sevdalin Marinov    | 110,0 kg | Teodor Jakob       | 105,0 kg | Istvan Barbaczi    | 100,0 kg |
| Slancio | Sevdalin Marinov    | 140,0 kg | Bernard Piekorz    | 130,0 kg | Istvan Barbaczi    | 127,5 kg |
| Totale  | Sevdalin Marinov    | 250,0 kg | Istvan Barbaczi    | 227,5 kg | Teodor Jakob       | 225,0 kg |
| 56 kg   |                     |          |                    |          |                    |          |
| Strappo | Frank Mavius        | 122,5 kg | Neno Terzijski     | 120,0 kg | Oksen Mirzoyan     | 117,5 kg |
| Slancio | Neno Terzijski      | 160,0 kg | Oksen Mirzoyan     | 152,5 kg | Frank Mavius       | 147,5 kg |
| Totale  | Neno Terzijski      | 280,0 kg | Oksen Mirzoyan     | 270,0 kg | Frank Mavius       | 270,0 kg |
| 60 kg   |                     |          |                    |          |                    |          |
| Strappo | Naim Sjulejmanov    | 140,0 kg | Yourik Sargsyan    | 130,0 kg | Constantin Chiru   | 120,0 kg |
| Slancio | Naim Sjulejmanov    | 172,5 kg | Yourik Sargsyan    | 167,5 kg | Andreas Letz       | 167,5 kg |
| Totale  | Naim Sjulejmanov    | 312,5 kg | Yourik Sargsyan    | 297,5 kg | Andreas Letz       | 287,5 kg |
| 67,5 kg |                     |          |                    |          |                    |          |
| Strappo | Marek Seweryn       | 150,0 kg | Andreas Behm       | 150,0 kg | Veselin Gălăbarov  | 147,5 kg |
| Slancio | Mihail Petrov       | 195,0 kg | Andreas Behm       | 195,0 kg | Hermann Kubenka    | 182,5 kg |
| Totale  | Andreas Behm        | 345,0 kg | Mihail Petrov      | 342,5 kg | Marek Seweryn      | 330,0 kg |
| 75 kg   |                     |          |                    |          |                    |          |
| Strappo | Aleksandăr Vărbanov | 157,5 kg | Joachim Kunz       | 155,0 kg | Sergej Li          | 155,0 kg |
| Slancio | Aleksandăr Vărbanov | 202,5 kg | Joachim Kunz       | 195,0 kg | Sergej Li          | 190,0 kg |
| Totale  | Aleksandăr Vărbanov | 360,0 kg | Joachim Kunz       | 350,0 kg | Sergej Li          | 345,0 kg |
| 82,5 kg |                     |          |                    |          |                    |          |
| Strappo | Asen Zlatev         | 177,5 kg | Anatolij Chrapatyj | 170,0 kg | László Király      | 170,0 kg |
| Slancio | Asen Zlatev         | 215,0 kg | Zdravko Stoičkov   | 215,0 kg | Anatolij Chrapatyj | 210,0 kg |
| Totale  | Asen Zlatev         | 392,5 kg | Zdravko Stoičkov   | 382,5 kg | Anatolij Chrapatyj | 380,0 kg |
| 90 kg   |                     |          |                    |          |                    |          |
| Strappo | Viktor Solodov      | 180,0 kg | Rumen Teodosiev    | 177,5 kg | Andrzej Piotrowski | 175,0 kg |
| Slancio | Rumen Teodosiev     | 222,5 kg | Viktor Solodov     | 222,5 kg | Piotr Krukowski    | 215,0 kg |
| Totale  | Viktor Solodov      | 402,5 kg | Rumen Teodosiev    | 400,0 kg | Piotr Krukowski    | 390,0 kg |
| 100 kg  |                     |          |                    |          |                    |          |
| Strappo | Nicu Vlad           | 185,0 kg | Viktor Ševčik      | 185,0 kg | Andor Szanyi       | 172,5 kg |
| Slancio | Andor Szanyi        | 217,5 kg | Nicu Vlad          | 215,0 kg | René Wyßuwa        | 215,0 kg |
| Totale  | Nicu Vlad           | 400,0 kg | Viktor Ševčik      | 392,5 kg | Andor Szanyi       | 390,0 kg |
| 110 kg  |                     |          |                    |          |                    |          |
| Strappo | Jurij Zacharevič    | 185,0 kg | Anton Baraniak     | 180,0 kg | Miloš Čiernik      | 177,5 kg |
| Slancio | Jurij Zacharevič    | 222,5 kg | Anton Baraniak     | 222,5 kg | Miloš Čiernik      | 217,5 kg |
| Totale  | Jurij Zacharevič    | 407,5 kg | Anton Baraniak     | 402,5 kg | Miloš Čiernik      | 395,0 kg |
| +110 kg |                     |          |                    |          |                    |          |
| Strappo | Aleksandr Gunjašev  | 192,5 kg | Robert Skolimowski | 190,0 kg | Senno Salzwedel    | 187,5 kg |
| Slancio | Leonid Taranenko    | 230,0 kg | Senno Salzwedel    | 227,5 kg | Aleksandr Gunjašev | 225,0 kg |
| Totale  | Aleksandr Gunjašev  | 417,5 kg | Leonid Taranenko   | 415,0 kg | Senno Salzwedel    | 415,0 kg |

## Medagliere

### Grandi (totale)
Riferito al totale dell'esercizio: 7 nazioni sono entrate nel medagliere.
| Posiz. | Nazione          | Oro | Argento | Bronzo | Totale |
| ------ | ---------------- | --- | ------- | ------ | ------ |
| 1      | Bulgaria         | 5   | 3       | 0      | 8      |
| 2      | Unione Sovietica | 3   | 4       | 2      | 9      |
| 3      | Germania Est     | 1   | 1       | 3      | 5      |
| 4      | Romania          | 1   | 0       | 1      | 2      |
| 5      | Cecoslovacchia   | 0   | 1       | 1      | 2      |
| 5      | Ungheria         | 0   | 1       | 1      | 2      |
| 7      | Polonia          | 0   | 0       | 2      | 2      |
| Totale | Totale           | 10  | 10      | 10     | 30     |

### Grandi (totale) e Piccole (Strappo e Slancio)
Riferito al totale dell'esercizio e delle due specialità: 7 nazioni sono entrate nel medagliere.
| Posiz. | Nazione          | Oro | Argento | Bronzo | Totale |
| ------ | ---------------- | --- | ------- | ------ | ------ |
| 1      | Bulgaria         | 16  | 6       | 1      | 23     |
| 2      | Unione Sovietica | 8   | 10      | 7      | 25     |
| 3      | Germania Est     | 2   | 6       | 8      | 16     |
| 4      | Romania          | 2   | 2       | 2      | 6      |
| 5      | Polonia          | 1   | 2       | 4      | 7      |
| 6      | Ungheria         | 1   | 1       | 5      | 7      |
| 7      | Cecoslovacchia   | 0   | 3       | 3      | 6      |
| Totale | Totale           | 30  | 30      | 30     | 90     |